# Zumikon
Zumikon ist eine politische Gemeinde im Schweizer Kanton Zürich. Sie gehört zum Bezirk Meilen.

## Geographie
Die Gemeinde liegt an der westlichen Flanke des Wassbergs (748 m ü. M.; Pfannenstielkette), etwa 200 Höhenmeter über dem rechten Zürichseeufer.
Ihrer Fläche beträgt 548 ha, wovon 35,6 % von Siedlungen, 27,6 % von Landwirtschaft und 27,6 % von Wald eingenommen werden.
Nachbargemeinden Zumikons sind Küsnacht, Zollikon und Maur.

## Geschichte
Erste Siedlungsspuren wurden schon in der Spätbronzezeit  entdeckt, nämlich die Terrassensiedlung (Gössikon-Küsnachtertobel).
Zumikon tauchte 946 erstmals als de Zumminga auf.  Mehrere Ortsnamen weisen auf eine alemannanische Besiedlung hin. Dazu gehört neben Zumikon selber auch der Weiler Gössikon (946 Cozinchova) und Waltikon (946 Waltlinchova). Im Jahr 1467 gab es sechs Haushalte. Im 1634 lebten 113 Einwohner. In Zumikon befindet sich 1271 eine Filialkapelle des Zürcher Grossmünsters.  Die nach der Reformation nicht mehr benützte Kapelle wurde 1597 wiederhergestellt. Daraufhin wurde ein Pfarrvikar eingesetzt, der jedoch bis im  18. Jahrhundert noch in der Stadt Zürich wohnte. In den Jahren 1730–31 fand der Neubau der Kirche statt. Der Regierungsrat rief 1868 ein reformiertes Pfarramt ins Leben und somit endete das alte Filialverhältnis zum Grossmünster Zürich. Zumikon gehörte nachweislich ab 1333 zum Zollikoner Teil der 1218 aufgesplitterten Reichsvogtei Zürich und kam so mit Zollikon 1358 zur Stadt Zürich.
In dieser Ortschaft gab es auch eine Heimindustrie im Bereich des Textilgewerbes. Im Jahr 1787 beschäftigten sich nur 6 Personen in der Baumwollspinnerei, hingegen wurden 26 Baumwoll- und 9 Mousselinewebstühle gezählt. Im 19. Jahrhundert wandelte sich die Heimarbeit und spezialisierte sich auf das Seidengewerbe (1850 arbeiteten 230 Personen in Heimarbeit, der grösste Teil davon in der Seidenweberei). Im Jahr 1850 waren 174 Personen in der Landwirtschaft tätig, dagegen gab es nur 11 Handwerker. 1912 wurde die Forchbahn eröffnet und ein Bahnhof errichtet. Seit 1930 gibt es einen Golfplatz. Erstmals wurde 1946 eine Bauzonenplanung verabschiedet und die Dorfumfahrung wurde 1963 eingeweiht. Aufgrund der attraktiven Wohnlage siedelten sich wohlhabende Einwohner an. Deshalb besass Zumikon im Jahr 2011 die drittgrösste Steuerkraft des Kantons Zürichs.  Im Jahr 1977 wurden die Forchbahn und die Strasse in den Untergrund verlegt. Oberhalb der entstandenen Überdachung wurde 1982 ein Dorfzentrum gebaut, das je nach Empfinden als ein «Idealdorf» bezeichnet wird oder aber als ein Symbol des «steingewordenen Schweizergeists» der 1980er Jahre gilt.

## Wappen
Blasonierung
In Blau zwei gekreuzte silberne Schlüssel.
Das Wappen wurde erstmals 1740 in einem Wappenbuch erwähnt. Die Schüssel als Wappeninhalt wurden vermutlich aus dem Wappen der Kirche im benachbarten Zollikon übernommen, beide Gemeinden gehörten zum Einflussgebiet des Zürcher Grossmünsters. Die Schlüssel beziehen sich in beiden Fällen auf die Insignien des Apostels Petrus. Im Falle des Zumiker Gemeindewappens dürfte der Eingang über dessen Weggefährten Apollinaris von Ravenna gegeben sein, dem die Kapelle, die vor 1730 anstelle der heutigen reformierten Kirche bestand, vorreformatorisch geweiht war.

### Dorfwappen

Gössikon

## Bevölkerung
Die Einwohner nennen sich Zumiker.

Historisches Luftbild von 1923, aufgenommen aus 500 Metern Höhe von Walter Mittelholzer. Blick nach Südosten; unten Waltikon.

Der Ausländeranteil liegt per Ende 2022 bei 24,88 %.

## Politik
Bei den Nationalratswahlen 2023 betrugen die Wähleranteile in Zumikon:
FDP 30,63 % (−2,88), SVP 28,72 % (+0,83), glp 13,42 % (−1,10), SP 11,01 % (+3,07), Mitte 7,36 % (+2,27), Grüne 4,71 % (−3,31), EVP 1,08 % (−0,20), EDU 0,67 % (−0,04).
Der Gemeinderat setzt sich zusammen aus 2 FDP, 2 SVP, 2 GLP und 1 Die Mitte.
Gemeindepräsident ist seit 2022 Stefan Bührer (FDP).
| Mitglieder des Zumiker Gemeinderats (2022–2026) | Mitglieder des Zumiker Gemeinderats (2022–2026) | Mitglieder des Zumiker Gemeinderats (2022–2026) | Mitglieder des Zumiker Gemeinderats (2022–2026) |
| Name                                            | Amtsantritt                                     | Funktion                                        | Partei                                          |
| ----------------------------------------------- | ----------------------------------------------- | ----------------------------------------------- | ----------------------------------------------- |
| Bührer, Stefan                                  | 2014                                            | Gemeindepräsident                               | FDP                                             |
| Bohnenblust, Marc                               | 2011                                            | Hochbau / 1. Vizepräsident                      | GLP                                             |
| Dahl-Bünger, Laetitia                           | 2022                                            | Bildung                                         | GLP                                             |
| Epprecht, Thomas                                | 2014                                            | Sicherheit / Liegenschaften                     | FDP                                             |
| Hartmann, André                                 | 2018                                            | Finanzen                                        | SVP                                             |
| Niedermann, Beryl                               | 2022                                            | Tiefbau                                         | Die Mitte                                       |
| Sennhauser, Mirco                               | 2022                                            | Gesellschaft                                    | SVP                                             |

## Wirtschaft
- Bodenpreis: 1'183 Fr./m² (nach Verkäufen)
- Erwerbsquote: 52,4 %, Arbeitslosenquote: 1,6 %

Der Automobilhersteller Rinspeed ist hier ansässig.

## Sehenswürdigkeiten

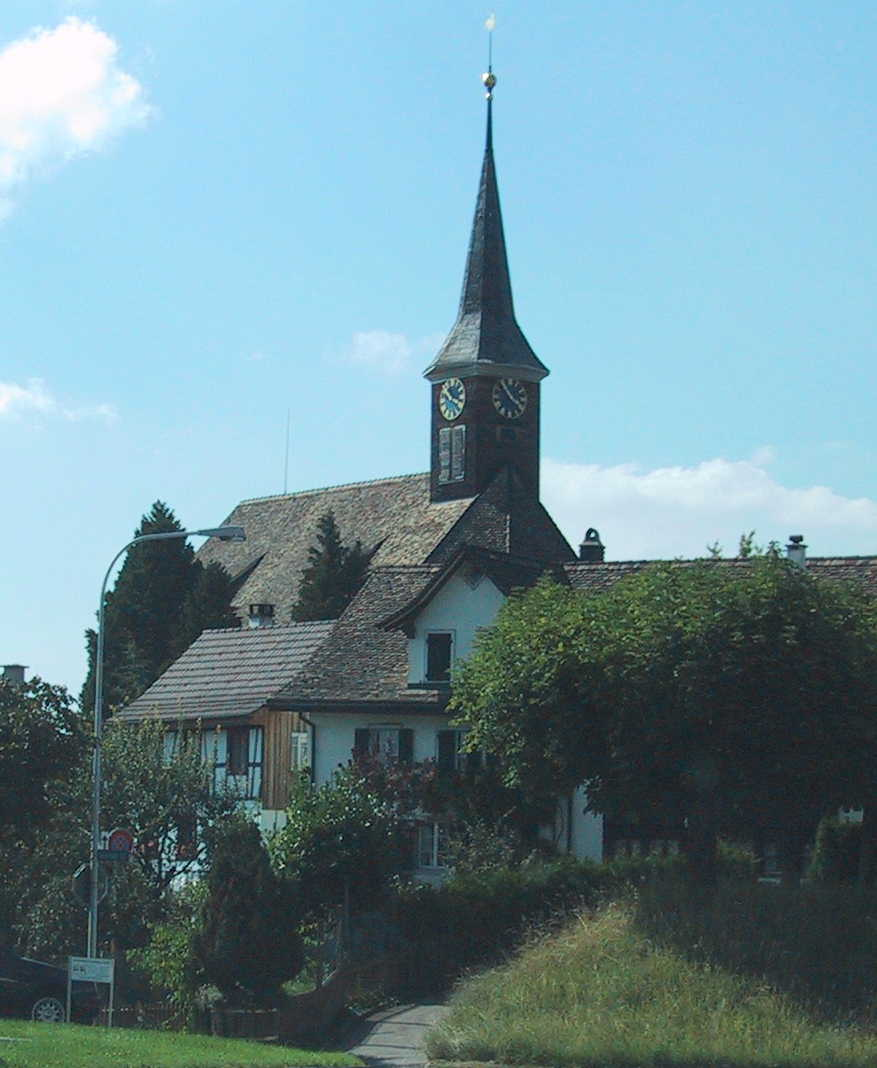
Reformierte Kirche Zumikon

### Historische Bauten
In Zumikon gibt es eine Kirche aus dem 18. Jahrhundert und einiger historischer Profanbauten, welche von der kantonalen Denkmalpflege unter übrige Baudenkmäler im Verzeichnis der Objekte von überkommunaler Bedeutung zu finden sind.

### Seldwyla
Die 1967 von sechs Architekten gegründete Genossenschaft «Seldwyla» bildet ein urbanes Dorf und ist in Anlehnung an Gottfried Kellers Novellensammlung Die Leute von Seldwyla (1856/1873–74) benannt.

## Persönlichkeiten
- Max Daetwyler (1886–1976), erster Schweizer Kriegsdienstverweigerer, Pazifist und Anhänger der Abstinentenbewegung
- Max Bill (1908–1994), Architekt, Künstler, Hochschullehrer und Nationalrat
- Oskar Burri (1913–1985), Architekt
- Elisabeth Schwarzkopf (1915–2006), deutsch-britische Opernsängerin und Gesangspädagogin
- Hugo Imfeld (1916–1993), Bildhauer, Reliefkünstler, Grafiker und Zeichner
- Elvira Schalcher (1923–2018), Schauspielerin und Hörspielsprecherin
- Elisabeth Burri (1924–2023), Textilkünstlerin
- Hans W. Kopp (1931–2009), Rechtsanwalt und Medienexperte
- Udo Jürgens (1934–2014), österreichischer Sänger und Komponist
- Elisabeth Kopp (1936–2023), Politikerin, erste Bundesrätin der Schweiz
- Dave Dollé (* 1969), Leichtathlet
- Philipp Rösler (* 1973), ehemaliger Vizekanzler der Bundesrepublik Deutschland